# Моје лево стопало
Моје лево стопало је ирска драма из 1989. редитеља Џима Шеридана, са Данијелом Деј-Луисом у главној улози. Филм је снимљен по истинитој причи о Кристију Брауну, Ирцу са церебралном парализом, који се могао користити само левом ногом. Кристи Браун је одрастао у сиромашној, радничкој породици, али је постао писац и уметник.
Филм је освојио Оскара за најбољег главног глумца (Данијел Деј-Луис) и најбољу споредну глумицу (Бренда Фрикер). Номинован је и у категоријама за најбољег редитеља, најбољи филм и најбољи адаптирани сценарио.

## Улоге
| Глумац           | Улога                  |
| ---------------- | ---------------------- |
| Данијел Деј-Луис | Кристи Браун           |
| Реј Маканали     | Педи Браун             |
| Бренда Фрикер    | Бриџет Браун           |
| Фиона Шо         | др Ајлин Кол           |
| Хју О'Конор      | Кристи Браун као дечак |
| Ејдријен Данбар  | Питер, Коулин вереник  |

## Радња филма
Данијел Деј-Луис налази се у улози ирског уметника Кристија Брауна који је рођен с церебралном парализом и једини део тела који може помаћи је лево стопало. Његова мајка једина је која примети интелигенцију и хуманост у момку којег сви сматрају биљком. С временом Кристи постаје заједљиви писац који за стварање користи једино што може - своју леву ногу.
Ово је филм који сведочи о неуморној вољи и упорности, коју главни лик поседује, и поред свих препрека и инвалидитета успева да постане и бави се оним што воли.